# لويس أرتيجا ليون
لويس أرتيجا ليون (بالإسبانية: Luis Arteaga Leon)‏ هو مجدف إسباني، ولد في القرن العشرين.

## وصلات خارجية
- لويس أرتيجا ليون على موقع الاتحاد الدولي للتجديف (الإنجليزية)